# Медведевка (Павлодарская область)
Медведевка (каз. Медведевка) — упразднённое село в Щербактинском районе Павлодарской области Казахстана. Входило в состав Татьяновского сельского округа. Ликвидировано в ? г.

## История
Село Медведевка основано в 1914 г. украинскими крестьянами в Орловской волости.